# Sleepless Nights
『Sleepless Nights』（スリープレス・ナイツ）は、Aimerの1枚目のアルバム。

## 概要
いままでのシングル曲を含むアルバム。初回盤は、星屑クリアトレイ仕様でスペシャルカバースリーブおよび購入者限定ライブ Aimer Premier Live （大阪・東京・仙台・福岡）参加応募ハガキが封入された。なお初回盤は稀少品となっており、中古市場やネットオークション（ECサイト）においては高価値で取引されている。
ストリーミング配信はこれまで行われていなかったが、2022年2月7日の全曲解禁に合わせて配信が開始された。

## 収録曲

### CD
1. TWINKLE TWINKLE LITTLE STAR -prologue- (1:28)
英詞：ジェーン・テイラー　作曲：フランス民謡　編曲：玉井健二、飛内将大
1stシングル3曲目のプロローグ風にアレンジした曲。
次曲「夜行列車〜nothing to lose〜」へ繋がっている。
2. 夜行列車～nothing to lose～ (5:03)
作詞：aimerrhythm　作曲：飛内将大　編曲：玉井健二、飛内将大
3. あなたに出会わなければ～夏雪冬花～ (6:00)
作詞：aimerrhythm　作曲：百田留衣　編曲：玉井健二、百田留衣
4thシングル1曲目
4. 笑顔 (6:02)
作詞：aimerrhythm　作曲：矢田亨　編曲：玉井健二、古川貴浩
5. Re:pray (5:04)
作詞：Jane Su、玉井健二　作曲：矢田亨　編曲：田中隼人
2ndシングル1曲目
6. 悲しみはオーロラに（Restarred by Takagi Masakatsu） (4:27)
作詞：aimerrhythm　作曲：飛内将大　リミックス：高木正勝
1stシングル2曲目のリアレンジバージョン。シングルではバンドアレンジだったが、本作ではピアノアレンジになっている。
7. 寂しくて眠れない夜は (5:23)
作詞：aimerrhythm　作曲・編曲：飛内将大　ストリングス・アレンジ：釣俊輔
2ndシングル2曲目
8. AM02:00 (5:29)
作詞：aimerrhythm　作曲：宮川暢彦　編曲：玉井健二、Integral Clover
9. 星屑ビーナス (4:12)
作詞：aimerrhythm　作曲：飛内将大　編曲：玉井健二、飛内将大
4thシングル2曲目
10. 雪の降る街 (4:02)
作詞：aimerrhythm　作曲：黒田晃太郎　編曲：玉井健二、釣俊輔
3rdシングル1曲目
11. 冬のダイヤモンド（Re-echoed by Genki Rockets） (6:10)
作詞：aimerrhythm　作曲：飛内将大　編曲：玉井健二、飛内将大　リミックス：元気ロケッツ
3rdシングル2曲目のリアレンジバージョン
12. 六等星の夜 (5:35)
作詞：aimerrhythm　作曲・編曲：飛内将大　ストリングス：釣俊輔
1stシングル1曲目
13. TWINKLE TWINKLE LITTLE STAR (2:05)
英詞：ジェーン・テイラー　作曲：フランス民謡　編曲：玉井健二、飛内将大
1stシングル3曲目

### 初回生産限定盤 DVD DFCL-1931
1. Re:pray
2. 雪の降る街
3. あなたに出会わなければ～夏雪冬花～
4. 六等星の夜 （NO.6 SPECIAL EDIT）

## アルバム参加ミュージシャン
- 飛内将大 - プログラミングと楽器演奏 (M1, 2, 7, 9, 12, 13)
- 百田留衣 - プログラミングと楽器演奏 (M3, 11)
- 古川貴浩 - プログラミングと楽器演奏 (M4)
- 田中隼人 - プログラミングと楽器演奏 (M5)
- Hitoshi Konno Strings - ストリングス (M5)
- 高木正勝 - プログラミングと楽器演奏 (M6)
- 釣俊輔 - プログラミングと楽器演奏 (M7, 10, 12)
- Integral Clover - プログラミングと楽器演奏 (M8)
- Gomes - ピアノ (M10)
- 元気ロケッツ - プログラミングと楽器演奏 (M11)

## 制作クレジット
- プロデューサー - 玉井健二
- Directed & Organized by 鳥巣亮太、森岡英貴 (agehasprings)
- エグゼクティブ・プロデューサー - 小林和之、Yorio Isahi、Shoji Yagi、玉井健二
- レコーディング・エンジニア - 森真樹 (M2-5, 8, 9, 12, 13)、熊坂敏 (M5, 6, 10)
- ミキシング・エンジニア - 熊坂敏 (M2, 5-6, 10)、Kenichi "NK-1" Nakamura (M3, 12, 13)、関根青磁 (M4, 8, 9)
- マスタリング・エンジニア - 茅根裕司
- アート・ディレクション＆デザイン - 松田剛
- フォトグラファー - 加藤アラタ
- スタイリスト - 赤石侑香
- ヘアメイクアーティスト - 大西あけみ
- Props - Suzuki STUDIO

## リリース日一覧
| 地域 | リリース日     | レーベル               | 規格                   | カタログ番号     | 備考                                       |
| ---- | -------------- | ---------------------- | ---------------------- | ---------------- | ------------------------------------------ |
| 日本 | 2012年10月3日  | DefSTAR RECORDS        | 12cmCD                 | DFCL-1930,1931   | 初回生産限定盤                             |
| 日本 | 2012年10月3日  | DefSTAR RECORDS        | 12cmCD                 | DFCL-1932        | 通常盤                                     |
| 日本 | 2012年10月3日  | DefSTAR RECORDS        | デジタル・ダウンロード | 30215633         | レコチョク Sleepless Nights(9 tracks ver.) |
| 日本 | 2012年10月3日  | DefSTAR RECORDS        | デジタル・ダウンロード | 4562104049249    | mora Sleepless Nights(9 tracks ver.)       |
| 日本 | 2013年3月2日   | DefSTAR RECORDS        | デジタル・ダウンロード | 602913226        | iTunes Store                               |
| 日本 | 2013年10月23日 | DefSTAR RECORDS        | デジタル・ダウンロード | B00FTUI4P4       | Amazon.co.jp                               |
| 日本 | 2014年4月1日   | DefSTAR RECORDS        | デジタル・ダウンロード | A33768388        | レコチョク                                 |
| 日本 | 2014年4月1日   | DefSTAR RECORDS        | デジタル・ダウンロード | 4560429721932    | mora AAC-LC 320kbps                        |
| 日本 | 2014年4月1日   | DefSTAR RECORDS        | デジタル・ダウンロード | B00FTUI4P4       | Amazon.co.jp                               |
| 日本 | 2015年7月29日  | Sony Music Labels Inc. | デジタル・ダウンロード | A1004663395      | レコチョク FLAC 96kHz 24bit                |
| 日本 | 2015年7月29日  | Sony Music Labels Inc. | デジタル・ダウンロード | 4547557044911    | mora FLAC 96kHz 24bit                      |
| 日本 | 2015年7月29日  | Sony Music Labels Inc. | デジタル・ダウンロード | 10156            | HD-music FLAC 96kHz/24bit                  |
| 日本 | 2016年7月13日  | Sony Music Labels Inc. | デジタル・ダウンロード | smj4547557044911 | e-onkyo FLAC 96kHz 24bit                   |

## タイアップ
| 曲名                                    | タイアップ |
| --------------------------------------- | --- |
| 「TWINKLE TWINKLE LITTLE STAR」         | 学生緊急事態対策本部『STARS 4 TOKYO SKY PROJECT』テーマソング                                                         |
| 「夜行列車 〜nothing to lose〜」        | 東日本放送『ピカピカ☆チョイス!』2012年9月度エンディングテーマ                                                         |
| 「あなたに出会わなければ 〜夏雪冬花〜」 | フジテレビノイタミナ枠アニメ『夏雪ランデブー』エンディング・テーマ                                                    |
| 「笑顔」                                | J:COM『TOGGYの清く正しくテキトーチャンネル』2012年9月度エンディングテーマ                                             |
| 「Re:pray」                             | テレビ東京系アニメ『BLEACH』エンディングテーマ                                                                        |
| 「Re:pray」                             | WOWOWのPV番組『MUSIC BREAK』1月度パワープレイ                                                                         |
| 「悲しみはオーロラに」                  | 北海道文化放送『ミニョン・ヌーボー 里田まいのしゃかりき!』 2011年8月度エンディングテーマ                              |
| 「悲しみはオーロラに」                  | 東日本放送『ピカピカ☆チョイス!』 2011年8月度エンディングテーマ                                                        |
| 「悲しみはオーロラに」                  | RKB毎日放送『チャートバスターズR!』 2011年9月度エンディングテーマ                                                     |
| 「悲しみはオーロラに」                  | 熊本県民テレビ『ROCKET COMPLEX』 2011年9月度エンディングテーマ                                                        |
| 「寂しくて眠れない夜は」                | 関西テレビ放送『ミュージャック』2011年11月度エンディングテーマ                                                        |
| 「寂しくて眠れない夜は」                | 中京テレビ放送『PS』2011年11月度エンディングテーマ                                                                    |
| 「寂しくて眠れない夜は」                | 九州朝日放送『気ままにLB』2011年12月度エンディングテーマ                                                              |
| 「AM02:00」                             | 中京テレビ『PS』2012年9月度エンディングテーマ                                                                         |
| 「星屑ビーナス」                        | フジテレビTWOドラマ『恋なんて贅沢が私に落ちてくるのだろうか?』主題歌                                                  |
| 「雪の降る街」                          | 日本テレビ系『MIDNIGHTテレビシリーズ』枠内放送ドラマ『ゴースト 〜天国からのささやき シーズン3』前期エンディングテーマ |
| 「雪の降る街」                          | 日本テレビ系『ハッピーMusic』 2012年2月度POWER PLAY                                                                   |
| 「冬のダイヤモンド」                    | とちぎテレビ『Rock to the Future』 2012年3月度エンディングテーマ                                                      |
| 「六等星の夜」                          | フジテレビ系『ノイタミナ』枠内放送アニメ『NO.6』エンディングテーマ                                                    |
| 「六等星の夜」                          | エフエム岩手 9月度「Posh!」エンディングテーマ                                                                         |
| 「六等星の夜」                          | エフエム山口 9月度 「MONTHLY PICK UP」Daytime Street エンディングテーマ                                               |
| 「六等星の夜」                          | エフエム愛媛 9月度 「P-up!Morining」Have a Nice Music                                                                 |
| 「六等星の夜」                          | エフエム高知 9月度 「Hi-Six Radio JAM」ENDING Power Play                                                              |
| 「六等星の夜」                          | FM802 2011年9月度 ヘビーローテーション曲                                                                              |

## 購入特典
- Aimerオリジナル絵本[11]
TOWER RECORDS×Aimerオリジナル絵本「夜行列車」
ローソン・HMV×Aimerオリジナル絵本「あなたに出会わなければ」
TSUTAYA×Aimerオリジナル絵本「Sleepless Nights」
- Sony Music Shopオリジナル特典 Aimer「Sleepless Nights」アナザージャケット
- Aimer×NO.6両面告知ポスター